# سیل (فیلم ۱۹۵۸)
«سیل» (چکی: Povodeň) یک فیلم است که در سال ۱۹۵۸ منتشر شد.